# Dictyocampsa guttata
Dictyocampsa guttata är en tvåvingeart som beskrevs av Günther Enderlein 1937. Dictyocampsa guttata ingår i släktet Dictyocampsa och familjen fjärilsmyggor. Inga underarter finns listade i Catalogue of Life.